# Fujiwara no Toshiyuki

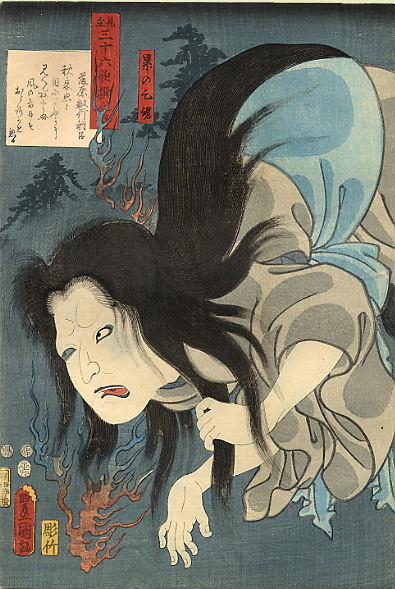
Fujiwara no Toshiyuki représenté comme le fantôme de Rui no Hitodama dans une estampe de Kunisada.

Fujiwara no Toshiyuki (date de naissance inconnue, 901 ou 907), 藤原 敏行 (aussi 藤原 敏行 朝臣 Fujiwara Toshiyuki no Ason) est un poète de waka du milieu de l'époque Heian et un noble japonais. Il est choisi pour faire partie de la liste des trente-six grands poètes et un de ses poèmes est inclus dans l'anthologie Hyakunin Isshu.
Les poèmes de Toshiyuki sont inclus dans plusieurs anthologies impériales de poésie, dont le Kokin Wakashū et le Gosen Wakashū. Il existe une collection personnelle de poésies appelée Toshiyukishū.